# Culture Sirikwa
Objets typiques
Trou sirikwa
La culture Sirikwa est la principale culture archéologique de l'âge du fer pastoral dans la partie centrale du Kenya. Elle succède à la culture d'Elmenteita datant du Néolithique pastoral d'Afrique de l'Est. Elle est suivie par les sociétés des Kalenjin et des locuteurs des langues maa au Kenya central et occidental aux XVIIIe et XIXe siècles.
Aux alentours du XIe siècle, la vallée du rift et les hauts-plateaux occidentaux du Kenya sont peuplés par des populations qui pratiquent la culture des céréales et le pastoralisme. Elles utilisent occasionnellement le métal et façonnent des poteries avec des décors à la roulette. Elles sont cependant principalement connues pour leurs excavations, les « trous sirikwa ». Il s'agit de cuvettes peu profondes, de 10 à 20 mètres de diamètre et d'environ 2,4 mètres de profondeur, creusées dans le sol,.
Cette culture est à son plein développement dans le centre de la partie kényane de la vallée du rift aux alentours de 1300 apr. J.-C. De là, elle s'étend vers l'ouest dans les provinces de Sotik et Nyanza, au nord dans les monts Cherangani, jusqu'au mont Elgon et sa région, voire, possiblement, jusqu'en Ouganda. Ce mode de vie décline puis disparaît durant les XVIIIe et XIXe siècles.

## Étymologie
Le nom « Sirikwa » figure dans les plus anciennes informations que nous avons concernant les auteurs de ces excavations. La culture orale du peuple Sengwer, une communauté associée à cette culture, utilise le nom de « Sirikwa » pour désigner un patriarche dont les descendants occuperaient le plateau d'Uasin Gishu : « Sengwer a eu deux fils, nommés Sirikwa (l'aîné) et Mitia. Sirikwa habitait dans les plaines de ce qui est de nos jours une partie des districts de Trans Nzoia, Lugari et Uasin Gishu. Le premier fils de Sirikwa fut nommé Chepkoilel. Les plaines sont ainsi, depuis, nommées Kapchepkoilel. Les enfants de Sirikwa et Mitia forment le sous-groupe des Sengwer. »
D'autres peuples peuples nilotiques et bantous qui habitent de nos jours l'est de la région des Grands Lacs utilisent d'autres exonymes pour désigner les communautés Sirikwa et apparentées. Les Andorobbos les appellent Mokwan, les Meru, Mwoko, les Kikuyus utilisent le terme Enjoe et les Maasaï celui d'Eboratta.

## Périodisation
La datation par le carbone 14 des artefacts des sites Sirikwa permettent de distinguer une culture « proto-Sirikwa » (env. 700 apr. J.-C. jusqu'à 1200 apr. J.-C.) et la « culture Sirikwa » proprement dite, de 1200 au début du XIXe siècle,.

## Aire de peuplement
Le territoire Sirikwa s'étend du lac Turkana, dans la partie nord de la région des Grands Lacs, jusqu'au lac Eyasi (en Tanzanie) au sud. Transversalement, il s'étend de l'escarpement oriental de la vallée du rift jusqu'au pied du mont Elgon ; voici quelques localités de cette zone : Cherengany, Kapcherop, Sabwani, Sirende, Wehoya, Moi's Bridge, Hyrax Hill, Lanet, Deloraine (Rongai), Tambach, Moiben, Soy, Turbo, Ainabkoi, Timboroa, Kabyoyon, Namgoi et Chemangel (Sotik)…

## Archéologie
L'archéologie montre que, aux alentours du XIe siècle, la vallée du rift et les hauts-plateaux occidentaux du Kenya sont relativement densément peuplés par des populations qui pratiquent la culture des céréales et le pastoralisme. Elles utilisent occasionnellement le métal et façonnent des poteries avec des décors à la roulette. Elles sont cependant principalement connues pour leurs excavations, les « trous sirikwa ». Il s'agit de dépressions peu profondes, en forme de soucoupes, de dix à vingt mètres de diamètre et d'environ 2,4 mètres de profondeur,, parfois renforcées par des revêtements en pierre, autour desquelles des habitations étaient construites. Il existe des indices laissant à penser que la dépression centrale servait de kraal semi-fortifié, ou boma ; les gens vivaient dans des huttes reliées entre elles à l'extérieur de cette structure.
De nombreux trous de la sorte se trouvent dans différents endroits sur les pentes des collines des hauts-plateaux occidentaux du Kenya et sur les hauteurs du centre de la vallée du rift près de Nakuru. Ils sont généralement regroupés, parfois en nombre inférieur à dix et parfois jusqu'à plus d'une centaine. Les fouilles de plusieurs sites des hauts-plateaux et de la région de Nakuru montrent qu'ils servaient à abriter du bétail. Ils sont entourés par des clôtures ou des palissades, et, sur les pentes des collines, ils sont munis d'une porte et, la plupart du temps, ils sont flanqués d'autres constructions et d'un maison de gardes. Sur les terrains rocheux, particulièrement sur le plateau d'Uasin Gishu et à la frontière avec le territoire des Elgeyo, des murs en pierre remplacent les palissades ou servent de base à celles-ci. À l'époque des premiers témoignages consignés, à la fin du XVIIIe siècle, on pouvait encore voir certains de ces murs en pierres sèches, mais ils étaient pour la plupart en mauvais état. Il apparaît que les maisons n'étaient pas construites dans les excavations, mais étaient construites à l'extérieur des clôtures. La plupart des excavations sont, de nos jours, recouvertes par la végétation.
Les Sirikwa pratiquent le pastoralisme. Ils élèvent chèvres, moutons et bovins. Ils possèdent aussi des ânes et des chiens domestiques. Ils produisent essentiellement du lait avec leurs bovins. Les grands troupeaux de moutons et de chèvres servent à fournir la viande qui constitue une grande partie de leur régime alimentaire.
Dans la vallée de la Kerio, au Kenya, on trouve des vestiges de systèmes d'irrigation,.
Dans un site, on a trouvé six pièces de monnaie, à une profondeur de quarante-cinq à cinquante centimètres, qui ont entre soixante et cinq cents ans. Ces pièces, trois d'argent et trois de cuivre, sont d'origine indienne et on pense qu'elles viennent du golfe de Kutch. Deux sont des roupies, une présente des inscriptions en anglais et les trois autres dans une langue indienne.